# Landisburg
Landisburg är en ort i Perry County i delstaten Pennsylvania, USA.